# زهره صفوی
زهره صفوی (زاده ۱۶ فروردین ۱۳۲۱ در تهران) بازیگر تئاتر، سینما و تلویزیون است.

## زندگی هنری
صفوی بازی در تئاتر را از سال ۱۳۲۶، بازی در تلویزیون را از سال ۱۳۳۶ و بازی در سینما را از سال ۱۳۳۸ با فیلم صفرعلی آغاز کرد.

### نمایش‌ها
- عملیات ژانگوله و آکروبات
- آرشین مالالان
- باله‌های دریایی
- فرشته‌های دریایی
- مشهدی عباد
- دختری در جزیره
- دختر چوپان
- فرار از دوزخ
- گردنبند دختر حاج آقا
- دختر عمو تام
- شبگردان زیبا

### سینمایی
- شام عاشقانهٔ سه‌نفره (۱۳۹۵)
- بی‌پولی (۱۳۸۶)
- هرچی تو بخوای (۱۳۸۵)
- از دوردست (۱۳۸۴)
- پروانه‌ای در مه (۱۳۸۴)
- شور زندگی (۱۳۷۷)
- پشت دیوار شب (۱۳۷۶)
- تنها (۱۳۷۶)
- خلبان (۱۳۷۶)
- ساغر (۱۳۷۶)
- سجده بر آب (۱۳۷۵)
- معجزهٔ خنده (۱۳۷۵)
- پاک‌باخته (۱۳۷۴)
- چهره (۱۳۷۴)
- سفر پرماجرا (۱۳۷۴)
- عاشق فقیر (۱۳۷۴)
- حسرت دیدار (۱۳۷۳)
- دیدار (۱۳۷۳)
- روز واقعه (۱۳۷۳)
- پاییز بلند (۱۳۷۲)
- پرتگاه (۱۳۷۲)
- جای امن (۱۳۷۲)
- من زمین را دوست دارم (۱۳۷۲)
- باز باران (۱۳۷۱)
- بر بال فرشتگان (۱۳۷۱)
- دو روی سکه (۱۳۷۱)
- دیگه چه خبر!؟ (۱۳۷۰)
- خبرچین (۱۴۰۱)

## تلویزیون
| سال       | مجموعه                    | کارگردان                | توضیحات                      |
| --------- | ------------------------- | ----------------------- | ---------------------------- |
| ۱۴۰۰      | آکتور                     | نیما جاویدی             | شبکه نمایش خانگی             |
| ۱۳۹۹      | دوپینگ                    | رضا مقصودی              | شبکه سه                      |
| ۱۳۹۸      | بوی باران                 | محمود معظمی             | شبکه یک                      |
| ۱۳۹۶      | شب عید                    | سعید آقاخانی            | شبکه یک                      |
| ۱۳۹۴      | کیمیا                     | جواد افشار              | شبکه دو                      |
| ۱۳۹۲      | ما فرشته نیستیم           | فلورا سام               | شبکه پنج                     |
| ۱۳۹۰      | ننه چمن                   | رضا حسن‌زاده             |                              |
| ۱۳۹۰      | التیام                    | مسعود میرنقیبی          |                              |
| ۱۳۹۰      | چگونه رفتن                | احسان صادقی حمزه        |                              |
| ۱۳۸۹      | چشم خدا                   | احسان صادقی حمزه        |                              |
| ۱۳۸۸      | دفترخانه شماره ۱۳         | سیدوحید حسینی           | شبکه یک                      |
| ۱۳۸۸      | مسافر زمان ۲              | مسعود نوابی             | شبکه دو                      |
| ۱۳۸۷      | بچه‌های مسجد               | مرضیه منصوری            | شبکه قرآن                    |
| ۱۳۸۷      | آینه‌های نشکن              | جواد اردکانی            | شبکه دو                      |
| ۱۳۸۶      | میوه ممنوعه               | حسن فتحی                | شبکه دو                      |
| ۱۳۸۵      | بیرون از بهشت             | خسرو معصومی             |                              |
| ۱۳۸۵      | گلریزان                   | مسعود رشیدی             | شبکه یک                      |
| ۱۳۸۴      | به آینه نگاه کن           | محمدمهدی رسولی          |                              |
| ۱۳۸۴      | چه کسی به سرهنگ شلیک کرد؟ | جواد اردکانی            | شبکه یک                      |
| ۱۳۸۱      | دردسرهای طلایی            | شاپور قریب              |                              |
| ۱۳۷۹      | این یک دادگاه نیست        | اصغر توسلی              | شبکه پنج                     |
| ۱۳۷۸      | کاشانه                    | قاسم جعفری              | شبکه سه                      |
| ۱۳۷۸–۱۳۷۷ | روزگار جوانی بازیگر مهمان | شاپور قریب و اصغر توسلی | شبکه پنج                     |
| ۱۳۷۸–۱۳۷۷ | روزهای زندگی              | سیروس مقدم              | شبکه سه                      |
| ۱۳۷۶–۱۳۷۷ | فردا دیر است              | حسن فتحی                | شبکه سه                      |
| ۱۳۷۵–۱۳۷۴ | سوخته‌دلان                 | بهروز طاهری             |                              |
| ۱۳۷۴      | داستان یک شهر             | خسرو معصومی             | شبکه یک                      |
| ۱۳۷۸      | یکی بود، یکی نبود         | جواد ارشاد              |                              |
| ۱۳۷۴      | قصه شب سیما               | مسعود فروتن             | شبکه یک                      |
| ۱۳۷۴      | پدرسالار                  | اکبر خواجویی            | شبکه ۲                       |
| ۱۳۷۴      | شمارش معکوس               | محرم زینال‌زاده          |                              |
| ۱۳۷۴      | کت و شلوار خواستگاری      | سعید سلطانی             | شبکه اول                     |
| ۱۳۷۴      | قصه شب سیما               | مسعود فروتن             | اپیزود به سوی زندگی شبکه اول |
| ۱۳۷۱      | سیمرغ                     | حسین قاسمی جامی         | شبکهٔ ۱                       |
|           | تله‌فیلم معتاد اجباری      | مهدی مظلومی             |                              |
|           | تله‌فیلم پنجره‌ای به حقیقت  | ناصر محمدی              |                              |
|           | تله‌فیلم تینا زنده‌است      | سعید اسدی               |                              |
|           | تله‌فیلم درها و پرده‌ها     | سیامک کاشف آذر          |                              |
|           | تله‌فیلم چشم خدا           | احسان صادقی             |                              |
|           | تله‌فیلم یک اسم            | بیژن میرباقری           |                              |
|           | تله‌فیلم راه رفتن روی خطوط | علیرضا امینی            |                              |
|           | تله‌فیلم موج دریا          | محمد جوزانی             |                              |

## بازی در فیلم کوتاه
زهره صفوی در اوایل سال ۱۳۹۰ در یک فیلم کوتاه تحت عنوان ننه چمن به کارگردانی رضا حسن‌زاده بازی کرده‌است.